# 魔女 (小泉今日子の曲)
「魔女」（まじょ）は、小泉今日子の16枚目のシングル。1985年7月25日にビクター音楽産業から発売された。

## 制作・背景
当時のディレクター田村充義はこの頃、小泉の曲の方向性を少し変えたいと考えており、同年2月に発売された斉藤由貴の「卒業」を聴いて感銘を受けたことで、小泉でもこういうちょっと切ない感じの曲をやれたらと思い本作が作られた。作詞、作曲も「卒業」と同じ松本隆と筒美京平に依頼された。まず筒美から曲を受け取り、松本の元を訪れた田村は自身が考えたタイトルの候補をいくつか挙げた。始めのうち、松本の反応は芳しくなかったが、″魔女″ を挙げた時に「これなら出来るかもしれない。ちょっと待ってて」と言われてビデオを見ながら1時間半ほど待ち、詞はその間に出来上がったという。
編曲を担当した中村哲は、当時まだアレンジャーの仕事を本格的に始めたばかりであったが、他のプログラマーに協力を仰ぐもスケジュールの都合がつかず、必死に自分でシンセサイザーの打ち込みをしたと振り返っている。中村は自身が手掛けたアレンジについて、コケティッシュでありながらコミカルなラブ・コメディのイメージを出せて良かったと話しており、曲を聴いた人から「不器用な少女の切実さを感じる」という声を聞いて、とても嬉しく感じたと回顧している。
1991年11月には8cmCDがリリースされている（カップリングは「夜明けのMEW」）。

## 収録曲

### 魔女
- 両楽曲共に、作詞：松本隆／作曲：筒美京平／編曲：中村哲

1. 魔女 (4分36秒)
2. 気分はハートブレイク (3分59秒)

### 夜明けのMEW／魔女
- 両楽曲共に、作曲：筒美京平

1. 夜明けのMEW
作詞：秋元康／編曲：武部聡志
2. 魔女
作詞：松本隆／編曲：中村哲
3. 夜明けのMEW（カラオケ）
4. 魔女（カラオケ）

## カバー
- 堀ちえみ（2005年／カバーアルバム「80's IDOL SONGS COLLECTION」収録）
- 有村架純（2015年／トリビュートカバーアルバム「風街であひませう〜松本隆 作詞活動四十五周年トリビュート」完全生産限定盤ディスク「風街でよむ」に歌詞朗読収録[3]）

## 参考資料
- 松永良平:著『コイズミクロニクル〜コンプリートシングルベスト 1982-2017〜 初回特典「コイズミシングル～小泉今日子と50のシングル物語」』ビクターエンタテインメント、2017年5月17日。